# Joseph Wresinski
 (octobre 2016).
Joseph Wresinski, de son vrai nom Józef Wrzesiński, né à Angers le 12 février 1917 et mort à Suresnes le 14 février 1988, est un prêtre diocésain français d’origine polonaise, fondateur du mouvement des droits de l'homme ATD Quart Monde, initiateur de la lutte contre l'illettrisme.

## Biographie

### Enfance et jeunesse
De père polonais (Władysław Bolesław Wrzesiński) et de mère espagnole (Lucrèce Stellas), Joseph Wresinski est né le 12 février 1917 à Anger dans un centre d’internement pour étrangers.
Son père, originaire de Shrinne, près de Poznan a quitté son pays à 24 ans. Il a rencontré et épousé sa femme à Madrid et leur premier fils, Louis, est né le 12 juillet 1912. La famille a retourné alors à Poznan, puis a rejoint Paris en septembre 1913. Leur deuxième enfant, Sophie, y est né le 12 juillet 1914. Mais après la déclaration de guerre, les étrangers sont regroupés dans des centres de rétention et les Wrzesinski sont envoyés à Saumur. Mme Wrzesinski et ses enfants sont hébergés au petit séminaire Mongazon, le père est incarcéré au fort de Crozon. En février 1915, il peut rejoindre sa famille à Angers et s’installe dans l’ancien Grand séminaire (aujourd'hui lycée Joachim-du-Bellay). La situation dans ces hébergements est dramatique, tant du point de vue du ravitaillement que de l’hygiène. La petite fille, Sophie, décède le 16 avril 1916. Joseph y naîtra un an plus tard, le 12 février 1917.
Au début de l’année 1918, les Wrzesinski (qui orthographient désormais leur nom en « Wresinski ») quittent le « Refuge » (nom donné à la maison des réfugiés de l’ancien séminaire) pour le quartier Saint-Jacques, où ils habitent plusieurs logements. Deux enfants naîtront par la suite, Antoinette le 20 février 1920 et Martin le 22 mai 1922. Le père, dans l’incapacité de trouver emploi et ressources, quitte sa famille en 1929 pour retourner en Pologne.
L'enfance de Joseph est donc marquée par une grande précarité. Dès son plus jeune âge, Joseph est amené à subvenir aux besoins de la famille en gardant une chèvre, puis en servant la messe chez les religieuses du Bon Pasteur, en échange d'un bol de lait et de deux sous. À l'âge de 13 ans, il est embauché comme apprenti boulanger-pâtissier.
Sa formation l'amène à Nantes où, après avoir fréquenté pendant six mois les jeunesses communistes, il fait, par l'intermédiaire d'un camarade de travail, la connaissance de la Jeunesse ouvrière chrétienne (JOC), fondée en Belgique par l'abbé Joseph Cardijn. Comme jociste, il prend part à des enquêtes sur les conditions d'existence, souvent terribles, des jeunes travailleurs. Peu de temps après, il décide de devenir prêtre et, à 17 ans, il reprend des études sur les bancs du petit séminaire de Beaupréau (Maine-et-Loire), avec des élèves qui ont cinq ans de moins que lui. La mobilisation générale, puis la guerre interrompent son parcours vers la prêtrise, et ce n'est qu'en octobre 1940 qu'il rejoint le grand séminaire de Soissons, réfugié à Entrammes. Le choix du diocèse de Soissons, plutôt que celui d'Angers, sa ville natale, trouve son origine dans le fait que ses études sont prises en charge financièrement par une famille d'agriculteurs du Soissonnais dont une parente était religieuse au Bon Pasteur à Angers et connaissait la famille Wresinski depuis très longtemps. Il est ordonné prêtre le 29 juin 1946, à Soissons.

### Prêtrise
Vicaire, puis curé dans des paroisses ouvrières (Tergnier) et rurales (Dhuizel), pendant dix ans, dans le département de l'Aisne, il ne cesse d'aller à la recherche des plus pauvres, des plus humiliés. Il passe quelques mois à la Mission de France, travaille dans les mines, contracte la tuberculose. En pèlerinage à Rome en 1950, il poursuit son voyage jusqu'en Sicile pour y découvrir notamment « l'enfer blanc », les mines de sel siciliennes.
Connaissant sa recherche, son évêque (Mgr Pierre Douillard), qui avait été curé à Angers, dans la paroisse de la famille Wresinski, lui propose alors en 1956 de rejoindre Château-de-France, une cité d'urgence qui ressemble à un bidonville, à Noisy-le-Grand en région parisienne. C'est là qu'il fondera le mouvement ATD Quart Monde. Il a également créé le terme de « quart-monde ».
Château-de-France a été créée deux ans plus tôt, à l'initiative de l'abbé Pierre, pour reloger des familles hébergées, dans un premier temps, porte de Charenton à Paris. Elle est construite avec l'argent de la charité rassemblé lors du grand mouvement dit « de l'insurrection de la bonté » à la suite de son appel à la radio. La cité d'urgence du Château-de-France ressemble à un bidonville car elle s'inspire du projet de l'architecte allemand Martin Wagner : les bâtiments sont en forme de demi-bidon métallique. Ces cités appelées à être provisoires se transformèrent progressivement, dans le meilleur des cas, en Centre de promotion familiale à Château-de-France ou en cités HLM. Le 14 juillet 1956, Joseph Wresinski rejoint les 252 familles mal-logées à Château-de-France. Il y éprouve un véritable choc. « Ce jour-là, je suis entré dans le malheur », écrira-t-il plus tard.

« J'ai été hanté par l'idée que jamais ces familles ne sortiraient de la misère aussi longtemps qu'elles ne seraient pas accueillies dans leur ensemble, en tant que peuple, là où débattaient les autres hommes. Je me suis promis que si je restais, je ferais en sorte que ces familles puissent gravir les marches du Vatican, de l'Élysée, de l'ONU… »

Désormais, il consacrera toute son énergie à faire reconnaître ces personnes en quête de dignité, qui possèdent une pensée et une expérience uniques, indispensables à la société. Il engage un combat contre l'assistance et la charité qui dit-il « enfoncent les pauvres dans l'indignité ». Il s'oppose à la soupe populaire et aux travailleurs sociaux, il propose aux familles de construire un jardin d'enfants et une bibliothèque. « Ce n'est pas tellement de nourriture, de vêtements qu'avaient besoin tous ces gens, mais de dignité, de ne plus dépendre du bon vouloir des autres. » Une chapelle Notre-Dame-des-Sans-Logis-et-de-Tout-le-Monde, des ateliers pour les jeunes et les adultes, une laverie, un salon d'esthétique pour les femmes vont être réalisés peu à peu. Avec les familles du camp et quelques amis est créée une association qui prend l’appellation d'« Aide à toute détresse » (ATD Quart-Monde).

### ATD Quart-Monde

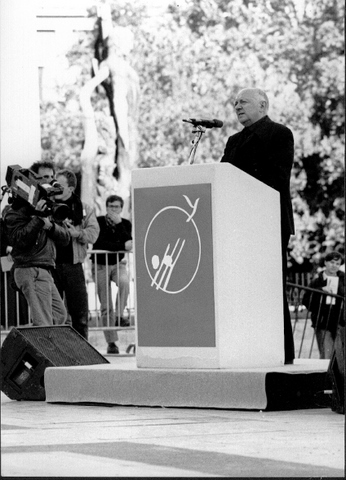
Joseph Wresinski prononce son discours Je témoigne de vous le 17 octobre 1987.

Du camp Château-de-France à Noisy-le-Grand, le mouvement ATD Quart-Monde s'étend progressivement, des volontaires allant rejoindre d'autres lieux d'abandon de la région parisienne d'abord (La Campa, à La Courneuve ; les Francs-Moisins, à Saint-Denis) ; puis dans d'autres villes de France, d'Europe ainsi qu'aux États-Unis d'Amérique (New York, en 1964). À travers des voyages et l'entretien d'une longue et fidèle correspondance, le père Joseph Wresinski développe parallèlement un réseau d'amis à travers le monde, composé de personnes et de petites organisations engagées auprès des plus pauvres. « Que personne ne reste seul dans son engagement avec les très pauvres » était une de ses préoccupations. C'est dans cette perspective qu'il crée à la fin des années 1970 le Forum permanent sur l'extrême pauvreté dans le monde. C'est à la même époque qu'après plus de vingt ans de présence et d'action auprès des plus pauvres de l'Europe et de l'Amérique du Nord, des volontaires sont envoyés en Amérique du Sud, en Asie et en Afrique.
En 1977 Joseph Wresinski lance un défi : « […] que dans dix ans, il n'y ait plus un seul illettré dans nos cités. Que tous aient un métier en mains. Que celui qui sait apprenne à celui qui ne sait pas. »
Dans le rapport moral du mouvement ATD quart monde, publié en 1978, il invente le mot « Illettrisme ». Le mot est préféré à celui d'« analphabétisme », jugé péjoratif, et le mot « alphabétisation » est abandonné car utilisé pour les immigrés alors que le père Wresinski constate que les personnes rencontrées dans les cités et autres bidonvilles, et qui sont en difficulté avec la langue, sont souvent d'origine française et scolarisées en France.
À la fin des années 1980, il influence le Premier ministre Michel Rocard dans l'instauration du Revenu minimum d'insertion (RMI).
Membre du Conseil économique et social de la République française à partir de 1979, Joseph Wresinski rédige un rapport aux répercussions sociales et politiques importantes à travers l'Europe et dans le monde. Intitulé « Grande pauvreté et précarité économique et sociale », ce rapport est adopté le 11 février 1987. Quelques jours après, le 20 février 1987, Joseph Wresinski prend la parole devant la Commission des droits de l'homme des Nations unies, à Genève, pour demander à cet organe de l'ONU de reconnaître l'extrême pauvreté comme une violation des droits de l'Homme.
Le 17 octobre de la même année, en inaugurant à Paris une dalle commémorative des victimes de la misère, scellée sur le parvis des droits de l'homme place du Trocadéro, il crée la Journée mondiale du refus de la misère, reconnue officiellement par les Nations unies comme Journée internationale pour l'élimination de la pauvreté en décembre 1992, et célébrée chaque année le 17 octobre. Le texte gravé sur la dalle du Trocadéro affirme que : « Là où des êtres humains sont condamnés à vivre dans la misère, les droits humains sont violés. S'unir pour les faire respecter est un devoir sacré. »
Quelques mois après, Joseph Wresinski meurt des suites d'une intervention chirurgicale. Ses funérailles sont célébrées en la cathédrale Notre-Dame de Paris sous la présidence du cardinal Jean-Marie Lustiger, archevêque de Paris. Il est inhumé à Méry-sur-Oise (Val-d'Oise), sous la chapelle Notre-Dame-de-Tout-le-Monde, au cœur du centre international du Mouvement ATD Quart-Monde.

### Reconnaissance

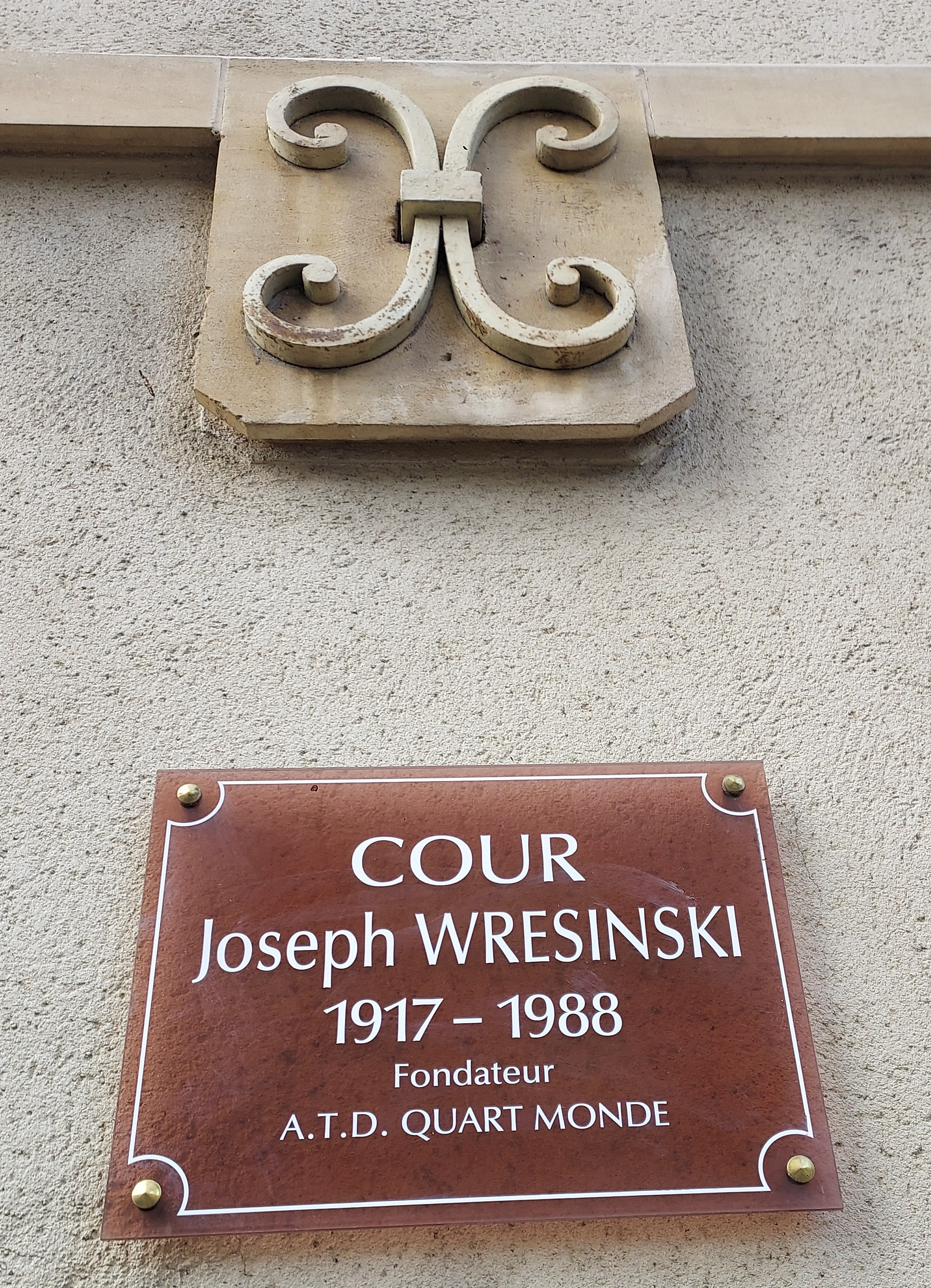
Plaque de la Cour Joseph Wresinski à Nancy.

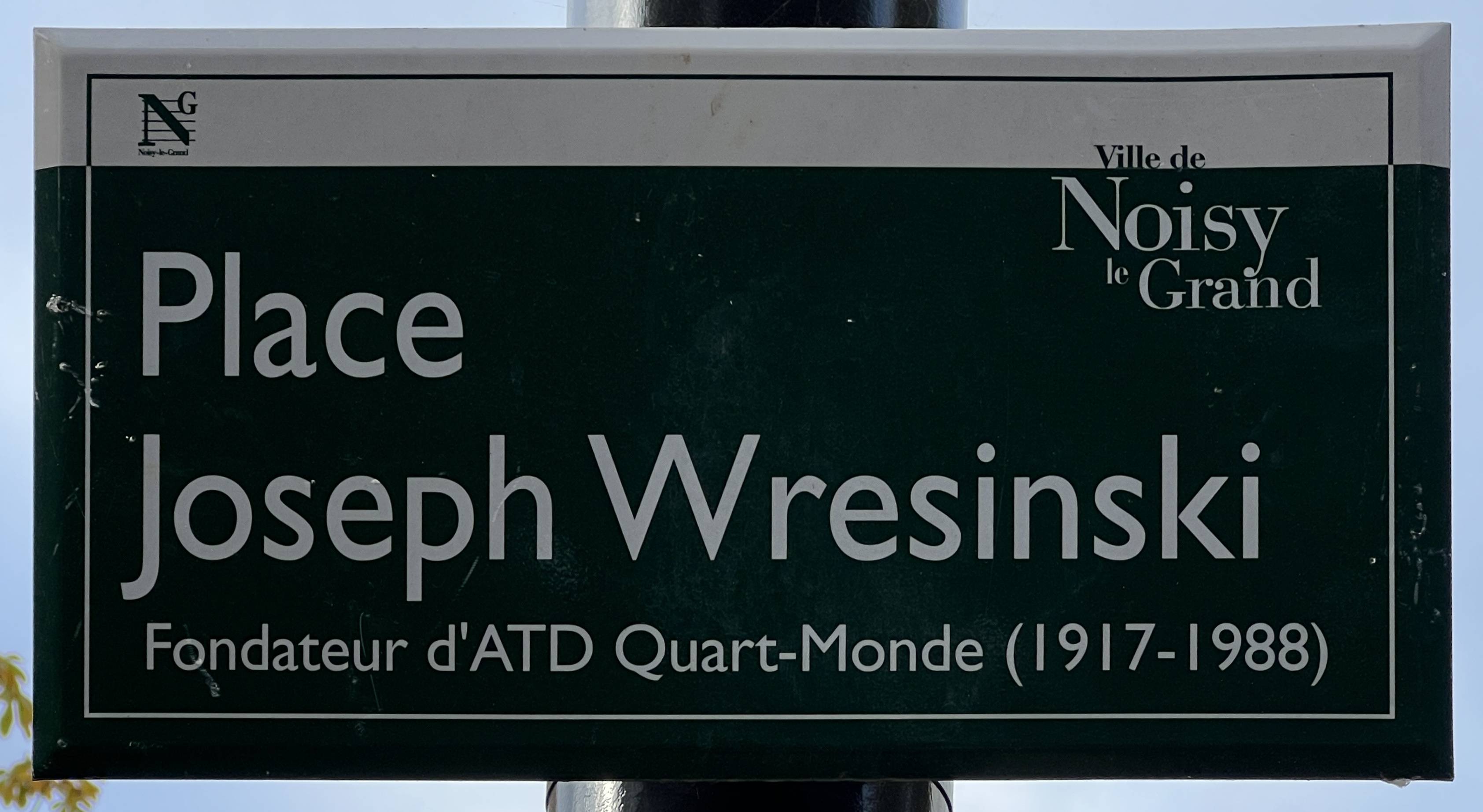
Plaque de la place Joseph-Wresinski, à Noisy-le-Grand.

La cause de béatification, ouverte par le diocèse de Soissons le 19 mars 1997, a été close au niveau diocésain le 27 mars 2003 et transmise à Rome. Le père Joseph Wresinski a reçu le titre de Serviteur de Dieu. 
Il a inspiré le téléfilm Joseph l'insoumis (2011).
La "Fondation Joseph Wresinski", abritée à l'Institut de France, s'emploie à faire connaître sa pensée, organise des colloques, favorise des publications ou des prises de paroles et elle soutient chaque année, par des bourses ou des subventions, des projets qui s'inscrivent dans le dessein du père Wresinski.
Dans les jardins du Trocadéro, une esplanade est nommée en sa mémoire à Paris.
Le 29 mars 2019, en présence de militants, volontaires, alliés et amis, Claire Hédon, présidente d’ATD Quart Monde, aux côtés de Pascale Cotte-Morreton, adjointe au maire de Noisy-le-Grand et Claire Lanly, directrice générale d'Emmaüs Habitat inaugure la place Joseph Wresinski à l’endroit même où est né le mouvement ATD Quart Monde 62 ans plus tôt.

## Publications
- 1981 : Pologne, que deviennent tes sous-prolétaires ? Pierrelaye, Éditions Science et service.
- 1983 : Les pauvres sont l'Église, entretiens avec Gilles Anouil, Paris, Centurion, 250 p.
- 1984 : Heureux vous les pauvres, Paris, Cana, 270 p.
- 1986 :
  - Les pauvres, rencontre du vrai Dieu, Paris, Éditions Le Cerf, 2e édition 2005, 154 p.
  - Paroles pour demain, Paris, Desclée de Brouwer, 144 p.
- 1987 : « Grande pauvreté et précarité économique et sociale », rapport présenté au nom du Conseil économique et social par M. J. Wresinski, Journal officiel de la République française, 28 février 1987
- Écrits et paroles aux volontaires
  - Tome 1, 1960-1967, Luxembourg-Paris, Éditions Saint-Paul - Quart Monde, 1992, 560 p.
  - Tome 2, mars-mai 1967, Luxembourg-Paris, Éditions Saint-Paul - Quart Monde, 1994, 148 p.
- Vivre l'Évangile dans la famille, Éditions Quart Monde
- « Échec à la misère », conférence faite à la Sorbonne le 1er juin 1983, Paris, Éditions Quart Monde (Cahiers de Baillet), 84 p.
- 1998 : « Les plus pauvres révélateurs de l'indivisibilité des droits de l'homme », Paris, Éditions Quart Monde (texte paru dans « 1989, les Droits de l'homme en question », rapport de la Commission nationale consultative des droits de l'homme, Paris, La Documentation française, 1989
- 2004 : Culture et grande pauvreté, Paris, Éditions Quart Monde (Cahiers Wresinski, anciennement Cahiers de Baillet)
- 2005 :
  - Droits de Dieu, droits de l'homme Paris, Éditions Quart Monde (Cahiers Wresinski)
  - Telle est l'eucharistie, Paris, Éditions Le Cerf
- 2007 : Refuser la misère. Une pensée politique née de l'action, Paris, Éditions Le Cerf
- 2011: Les pauvres sont l'Église. Entretiens avec Gilles Anouil, Paris, Éditions Le Cerf. Nouvelle édition augmentée de notes et d'un glossaire des noms cités.
- 2014: Une pensée par jour. Joseph Wresinski, Paris, Médiaspaul, 365 citations choisies par Jean Tonglet.
- 2024: Refuser la misère 2: La culture comme levier, Paris, Éditions Le Cerf

### Audiovisuel
- Caroline Glorion et Gérard Lemoine, 50 ans de combat contre la misère, octobre 2007, 52 min, coproduction Compagnie des Phares et Balises / CFRT, distribué en DVD par La Procure
- Père Joseph Wresinski, S'unir pour un monde sans misère, double CD audio, octobre 2009, réalisation CD Tempo
- Caroline Glorion, Joseph l'insoumis, novembre 2010, 90 min, une production Les Films de la Croisade - Iota Production en coproduction avec uFilm avec la participation de France Télévisions. Dans ce film de fiction, diffusé sur France 3 le 18 octobre 2011 à 20h35, Jacques Weber incarne le père Joseph Wresinski. ASIN: B00850RB0O